# Cynorta skwarrae
Cynorta skwarrae is een hooiwagen uit de familie Cosmetidae.